# Ploudalmézeau
 Ploudalmézeau  (en bretón Gwitalmeze) es una población y comuna francesa, situada en la región de Bretaña, departamento de Finisterre, en el distrito de Brest y cantón de Ploudalmézeau.
A esta localidad pertenece la villa de Portsall, de interés turístico.

## Demografía
| 4190 | 4297 | 4464 | 4771 | 4874 | 4994 |
| Para los censos de 1962 a 1999 la población legal corresponde a la población sin duplicidades (Fuente: INSEE [Consultar]) |      |      |      |      |      |